# بينفايل
بينفايل هي مدينة برتغالية تقع منطقة بورتو شمال البرتغال. يبلغ عدد سكانها 72,265 نسمة وذلك حسب إحصائيات سنة 2011.

## توأمة
لبينفايل اتفاقيات توأمة مع كل من:
- سالتو
- بينيافييل

## أعلام
- أنطونيو فيريرا غوميز
- فابيو أليكساندر باربوسا سانتوس
- نونو أندريه كويلو
- فرناندا ريبيرو
- جوزيه فونتي